# Гадкий утёнок (мультфильм, 1997)
«Гадкий утёнок» (англ. The Ugly Duckling) — полнометражный рисованный мультфильм по мотивам одноимённой сказки Ханса Кристиана Андерсена.

## Сюжет
У одной утки вылупляются утята, но последний утёнок по имени Август (полное имя Августус) не похож на остальных. Августус приносит всем одни неприятности, из-за чего он и покидает своё родное гнездо. По пути встречает крысёнка Скраффи, которая тоже покинула свой дом, чтобы играть в театре. По дороге парочка успевает попасть в разные переделки: то Августуса поймали на соседней ферме, где его встречают курица и кот; то в плену у стаи волков-разбойников; а то и вовсе у лиса-барыги, который использует осиротевших маленьких мышей как «двигатель» для производства своей посуды, на которой он получает деньги. Вскоре, повзрослев, Августус и Скраффи попадают в театр, где всем управляли крысы. Увидев в Скраффи талант актрисы, они взяли её к себе. Поначалу Августус не нужен был в составе театра, но Скраффи таки уговорила оставить его. В театре уже начинается выступление Скраффи, а Август уже повзрослел и стал лебедем. Во время выступления, Скраффи бросает шляпу к светильнику и устраивает пожар, но Августус вспоминая, что именно он отвечает за светильники, улетает из горящего театра. Очнувшись, Скраффи и остальная часть театра оказались в лесу, Скраффи замечает пропажу Августуса, и несмотря на некоторые сомнения, что тот погиб в пожаре, она начала искать его. Августус прилетает к пруду и встречает других лебедей, там он понимает, что крысы дали ему кров, а он их бросил. Августус возвращается обратно, и встречает Скраффи, она его прощает, и Август прокатывает Скраффи на себе.